# Ермилова (гора)
Ермилова — гора на Южном Урале в Катав Ивановском районе Челябинской области. Является частью хребта Сухие горы, Южноуральского природного заповедника. На востоке граничит с горой Весёлая. Высота Ермиловой горы 970.5 м.

## Рельеф
Местность гористая, из различных пород кварцитовидных и аркозовых песчаников, имеются прослои слюдистых и альбитовых сланцев, конгломератов и рудных песчаников. Почвенный покров из каменистой россыпи, местами суглинки и супеси, подстилаемые глиной. Во многих местах, за счет остатков разнообразного травяного покрова, происходит формирование чернозема. Среди растительности преобладают еловые и пихтовые леса.